# Pseudo-Tertuliano
Pseudo-Tertuliano é o nome pelo qual os estudiosos se referem ao autor desconhecido de Adversus Omnes Haereses, um apêndice da obra De praescriptionem haereticorum, de Tertuliano. Ela lista trinta e duas heresias e há consenso atualmente de que esta obra não é de autoria de Tertuliano.

## História
Uma teoria tradicional é que a obra seria uma tradução para o latim de um original grego, uma obra perdida chamada Syntagma, escrita por Hipólito em ca. 220 d.C. Recentes estudos, concordando com a teoria de Richard Adelbert Lipsius, sugerem que Syntagma também seria a fonte de Filástrio e também de Panarion, de Epifânio.
O nome "Pseudo-Tertuliano" também serve para designar o autor de um poema escrito contra Marcião. A Enciclopédia Católica o descreve como "hexâmetros de baixa qualidade" e menciona duas teorias: que o poema teria sido escrito por Comodiano; e que Adversus Omnes Haereses teria sido escrita por Vitorino de Pettau